# Lison
Lison é uma comuna francesa na região administrativa da Normandia, no departamento Calvados. Estende-se por uma área de 10,89 km². Em 2010 a comuna tinha 444 habitantes (densidade: 40,8 hab./km²).